# 55382 Kootinlok
55382 Kootinlok è un asteroide della fascia principale. Scoperto nel 2001, presenta un'orbita caratterizzata da un semiasse maggiore pari a 2,8090046 au e da un'eccentricità di 0,0540816, inclinata di 2,53338° rispetto all'eclittica.